# 寶林

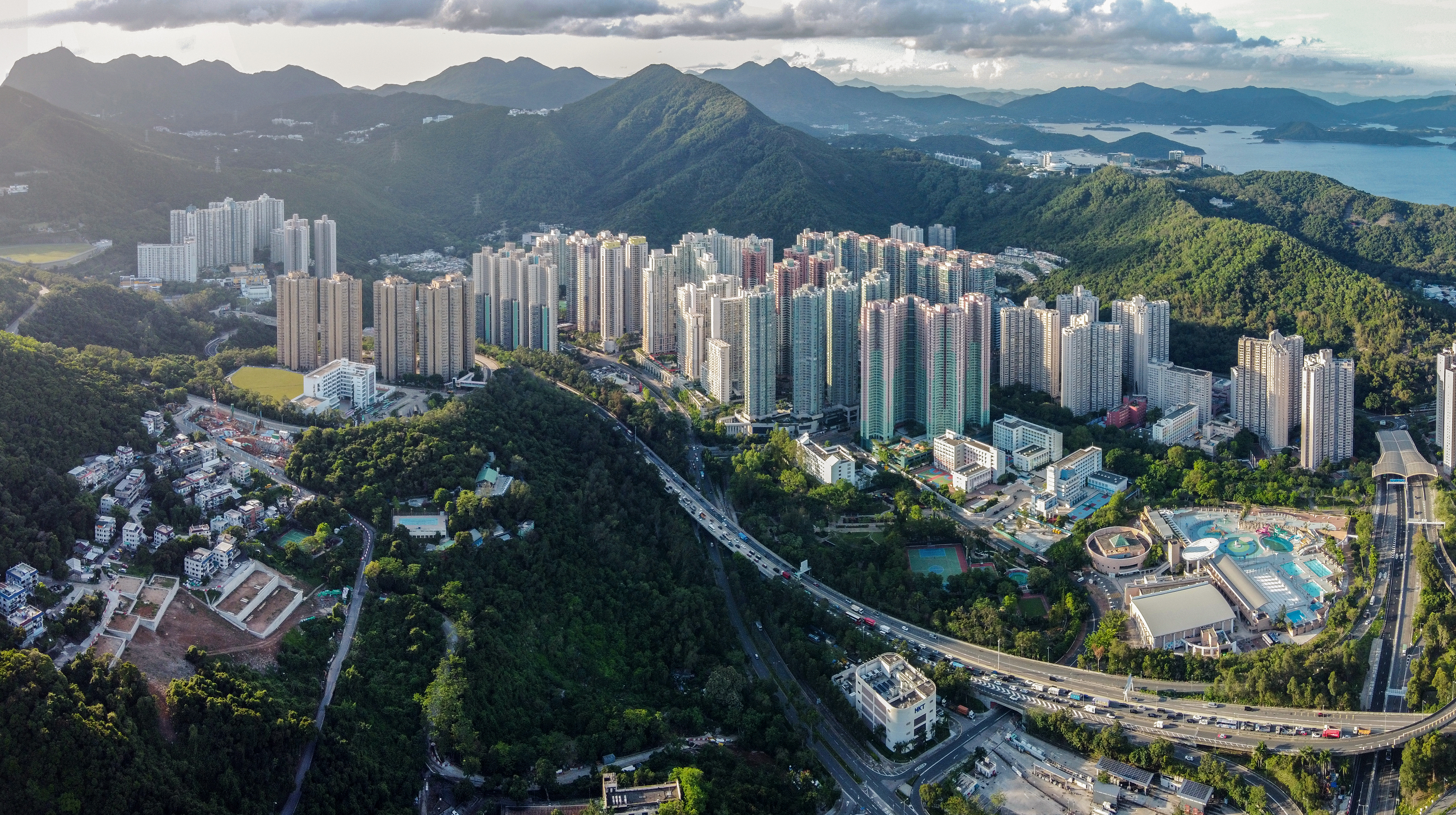
寶林住宅群

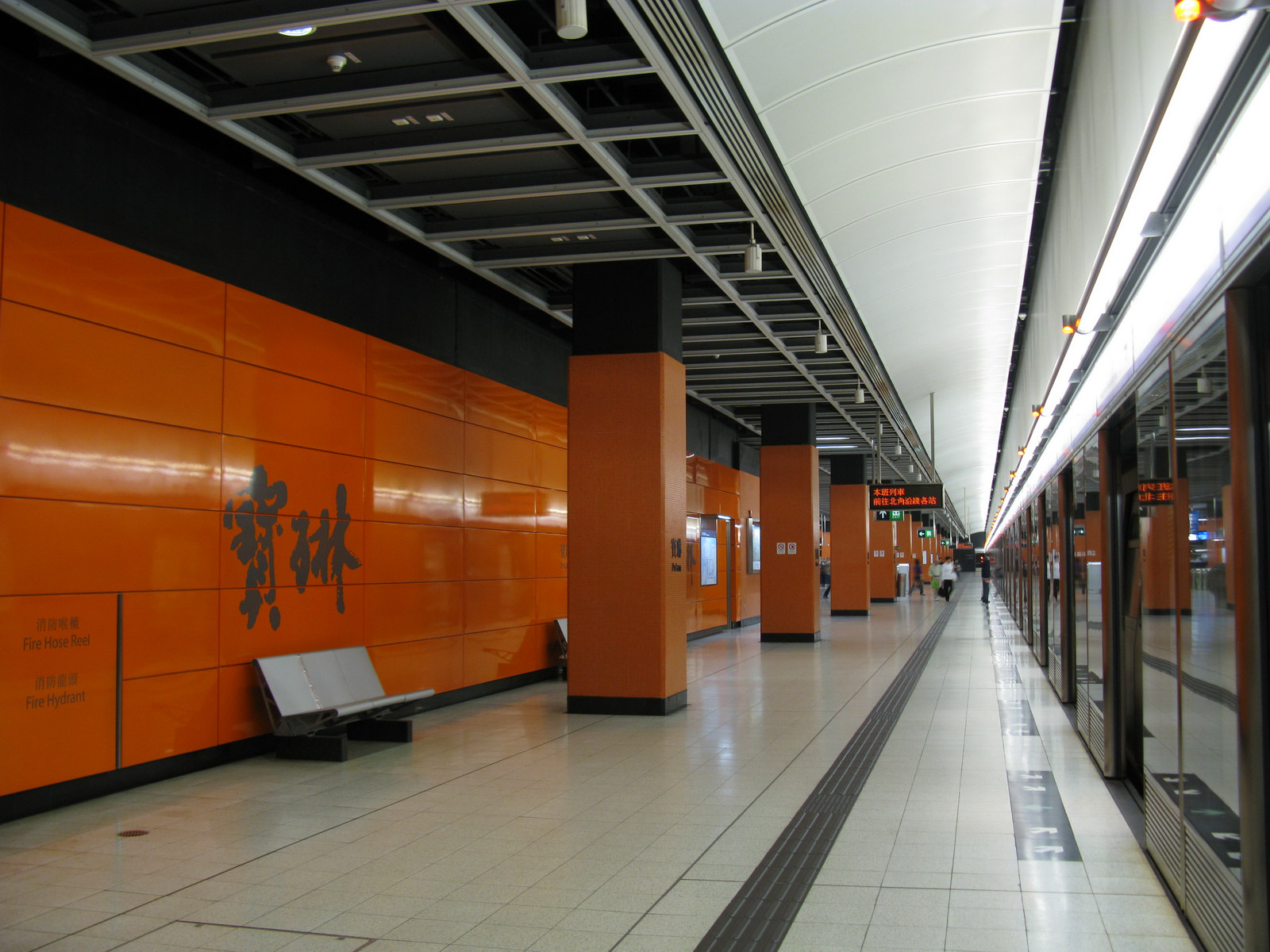
港鐵寶琳站

寶林（英語：Po Lam），又稱寶琳，前稱魷魚灣（英語：Yau Yue Wan），是香港新界西貢區將軍澳新市鎮的首個開發區域之一，位處將軍澳北，亦是將軍澳村、魷魚灣村、公共屋邨寶林邨及景林邨的所在地。
寶林原是將軍澳陸地一帶實際所在地。將軍澳村、魷魚灣村、坑口村是將軍澳新市鎮未開發前將軍澳有居民居住的地方。據多幅將軍澳未開發前的地圖均顯示將軍澳的陸地一帶便是現時將軍澳村的現址，所以未開發前的將軍澳陸地一帶便是現時位處寶琳的將軍澳村。2002年港鐵將軍澳綫通車，改變了附近市民的出行模式。

## 地名來源
寶林的名稱源於寶林邨，而該邨名字則取自1955年築建的寶琳路，故初時該區稱為「寶琳」，而「寶琳」事實上是源自靈實肺病療養院的惠施霖牧師太太的名字「惠寶琳」。後來香港政府規劃將軍澳新市鎮時，興建寶林邨時將「寶琳」改為「寶林」。香港地鐵公司在寶琳設車站時稱之為寶琳站，但「寶琳」一詞仍然較「寶林」常用。

## 交通

### 東九龍綫
據《鐵路發展策略2014》，政府建議興建東九龍綫，連接將軍澳綫寶琳站及觀塘綫鑽石山站，走線途經觀塘半山北部，中途設康景站、寶達站、秀茂坪站、順天站及彩雲站。報告指出東九龍綫可充當將軍澳地區和九龍之間行程的替代路線，如將軍澳綫的列車服務受阻，受影響的乘客可取道這條替代路線以轉乘觀塘綫。
康景站是港鐵東九龍線計劃中的一個車站，將設於西貢區將軍澳翠林邨與康盛花園附近。若東九龍線正式落實興建，將會打破了將軍澳居民「山上沒有地鐵」的現況。

## 主要道路
- 寶琳北路
- 寶豐路
- 寶康路
- 欣景路
- 佳景路
- 運隆路

## 區內屋苑

### 租者置其屋計劃屋邨
- 翠林邨
- 寶林邨
- 景林邨

### 居屋屋苑
- 景明苑
- 康盛花園
- 英明苑
- 欣明苑
- 浩明苑
- 茵怡花園

### 私人屋苑
- 慧安園
- 富麗花園
- 叠翠軒
- 旭輝臺
- 怡心園
- 新都城

## 學校

### 中學
- 迦密主恩中學
- 將軍澳官立中學
- 景嶺書院
- 東華三院呂潤財紀念中學
- 仁濟醫院靚次伯紀念中學
- 順德聯誼總會鄭裕彤中學
- 威靈頓教育機構張沛松紀念中學
- 馬錦明慈善基金馬陳端喜紀念中學
- 保良局羅氏基金中學

### 小學
- 樂善堂劉德學校
- 景林天主教小學
- 東華三院王余家潔紀念小學
- 順德聯誼總會梁潔華小學
- 聖公會將軍澳基德小學
- 保良局陸慶濤小學
- 香海正覺蓮社佛教黃藻森學校

## 公共設施

### 公共用途場所
- 將軍澳體育館
- 將軍澳游泳池
- 將軍澳公共圖書館

### 鄰近地區
- 將軍澳市中心
- 調景嶺
- 坑口
- 清水灣
- 小赤沙

### 公園
- 寶康公園 - 近景林邨、叠翠軒
- 寶翠公園 - 近寶林邨
- 鴨仔山

## 區議會議席分佈
為方便比較，以下列表以寶康路、將軍澳隧道公路、寶順路、寶琳北路為範圍。
| 年度/範圍                  | 2000-2003        | 2004-2007        | 2008-2011        | 2012-2015        | 2016-2019        | 2020-2023        | 2024-2027      |
| -------------------------- | ---------------- | ---------------- | ---------------- | ---------------- | ---------------- | ---------------- | -------------- |
| 將軍澳村、魷魚灣村         | 坑口西選區一部分 | 坑口西選區一部分 | 坑口西選區一部分 | 坑口西選區一部分 | 坑口西選區一部分 | 坑口西選區一部分 | 西貢及坑口選區 |
| 翠林邨                     | 翠林選區         | 翠林選區         | 翠林選區         | 翠林選區         | 翠林選區         | 翠林選區         | 西貢及坑口選區 |
| 寶林邨                     | 寶林選區         | 寶林選區         | 寶林選區         | 寶林選區         | 寶林選區         | 寶林選區         | 將軍澳北選區   |
| 英明苑、欣明苑、新都城二期 | 欣英選區         | 欣英選區         | 欣英選區         | 欣英選區         | 欣英選區         | 欣英選區         | 將軍澳北選區   |
| 景明苑、康盛花園、怡心園   | 康景選區         | 康景選區         | 康景選區         | 康景選區         | 康景選區         | 康景選區         | 西貢及坑口選區 |
| 慧安園、富麗花園、旭輝臺   | 康景選區         | 康景選區         | 康景選區         | 康景選區         | 康景選區         | 慧茵選區         | 將軍澳北選區   |
| 茵怡花園                   | 運亨選區         | 運亨選區         | 運亨選區         | 運亨選區         | 運亨選區         | 慧茵選區         | 將軍澳北選區   |
| 新都城一期及三期、疊翠軒   | 運亨選區         | 運亨選區         | 運亨選區         | 運亨選區         | 運亨選區         | 運亨選區         | 將軍澳北選區   |
| 浩明苑                     | 運亨選區         | 景林選區         | 景林選區         | 景林選區         | 景林選區         | 景林選區         | 將軍澳北選區   |
| 景林邨                     | 景林選區         | 景林選區         | 景林選區         | 景林選區         | 景林選區         | 景林選區         | 將軍澳北選區   |

註：以上主要範圍尚有其他細微調整（包括編號），請參閱有關區議會選舉選區分界地圖及條目。